# وراق (یمن)
 وراق  به عربی ( الوَراق )، دهستانی است در ناحیهٔ (جبلة) واعمال آب، در ناحیهٔ (مخلاف بنی عامر)، از توابع استان اِب در کشور یمن در شبه جزیره عربستان است. 

## جمعیت
جمعیت آن ۱۱۳۴۶ نفر (۲۶۴ خانوار) می‌باشد.

## روستاها
روستاهای توابع این دهستان عبارتند از:
- روستای الکریف
- روستای غّنام
- روستای المعطفی
- روستای الثلولة
- روستای ماجِح
- روستای المعبری
- روستای الرشاجی
- روستای مُظِر
- روستای عّباد
- روستای عَقیب

## منبع
- المقحفی، ابراهیم، احمد ، (مُعجَم المُدُن وَالقَبائِل الیَمَنِیَة) ، منشورات دار الحکمة، صنعاء، چاپ پنجم، وانتشار سال ۱۹۸۵ میلادی به (عربی).